# Cabarettombola
Cabarettombola è un album di Federico Salvatore, pubblicato dall'etichetta discografica Zeus nel 1992. Arrangiamenti e direzione: Carmine Liberati; coro: Federico, Ersilia e Carmine; chitarra elettrica: Mario Sellitto; tastiere e basso: Carmine Liberati.

## Tracce
1. Mille giorni di te e di me – 4:56
2. Scrivimi – 3:33
3. Preghiera vip – 6:18
4. Attenti al lupo – 3:22
5. Tamburella rap – 4:37
6. Domenica bestiale – 2:27
7. Quattro amici – 4:30
8. Sultans of swing – 3:10
9. Reginella – 2:32